# Bent Wolmar
Bent Wolmar est un footballeur danois né le 8 août 1937 à Fredericia. Il évoluait au poste de défenseur.

## Biographie

### En club
Il joue toute sa carrière dans le club de l'AGF Århus, remportant une Coupe du Danemark.

### En équipe nationale
International danois, il reçoit 6 sélections en équipe du Danemark en 1964. 
Il fait partie du groupe danois qui termine quatrième de l'Euro 1964.
Il joue son premier match en équipe nationale le 20 juin 1964 contre la Hongrie durant l'Euro 1964. Son dernier match a lieu le 29 novembre 1964 contre la Grèce lors des tours préliminaires à la Coupe du monde 1966.

## Carrière
- AGF Århus

## Palmarès
Avec l'AGF Århus :
- Vainqueur de la Coupe du Danemark en 1965